# Jacob E. Goodman
Jacob Eli Goodman (15 novembre 1933 - 10 octobre 2021) est un géomètre américain qui passe la majeure partie de sa carrière au City College de New York, où il termine comme professeur émérite.

## Recherches
Ensemble, lui et Richard Pollack, son collaborateur de longue date, introduisent des concepts tels que les "séquences admissibles de permutations" et les "schémas de câblage" qui jouent un rôle important en géométrie discrète, en particulier dans l'étude des arrangements de pseudolignes et (plus généralement) de matroïdes orientés. Son travail avec Pollack comprend des résultats tels que les premières limites non triviales sur le nombre de types d'ordre de polytopes et une généralisation du théorème transversal de Hadwiger à des dimensions supérieures. Lui et Pollack sont les rédacteurs fondateurs de la revue Discrete & Computational Geometry.
Goodman est à l'origine du "pancake problem", une question élémentaire sur les permutations qu'il publie sous le pseudonyme de Harry Dweighter. Le problème donne naissance au concept de Tri de crêpes,,.
Goodman co-édite le livre Handbook of Discrete and Computational Geometry avec Joseph O'Rourke.

## Musique
En 1999, Goodman revient à un vieil amour, la composition musicale, et en 2002, il est président fondateur du New York Composers Circle,.

## Publications
- Harry Dweighter, Michael R. Garey, David S. Johnson et Shen Lin, « Solutions of Elementary Problem E2569 », American Mathematical Monthly, vol. 84,‎ 1977, p. 296 (DOI 10.2307/2318878, JSTOR 2318878).
- Jacob E. Goodman, « Proof of a conjecture of Burr, Grünbaum, and Sloane », Discrete Mathematics (journal), vol. 32,‎ 1980, p. 27–35 (DOI 10.1016/0012-365x(80)90096-5 ).
- Jacob E. Goodman et Richard Pollack, « Multidimensional sorting », SIAM Journal on Computing, vol. 12, no 3,‎ 1983, p. 484–507 (DOI 10.1137/0212032).
- Jacob E. Goodman et Richard Pollack, « Semispaces of configurations, cell complexes of arrangements », Journal of Combinatorial Theory, Series A, vol. 37, no 3,‎ 1984, p. 257–293 (DOI 10.1016/0097-3165(84)90050-5 ).
- Jacob E. Goodman et Richard Pollack, « Foundations of a theory of convexity on affine Grassmann manifolds », Mathematika, vol. 42, no 2,‎ 1995, p. 305–328 (DOI 10.1112/s0025579300014613).
- Jacob E. Goodman, Richard Pollack et Bernd Sturmfels, « The intrinsic spread of a configuration in R^d », Journal of the American Mathematical Society, vol. 3,‎ 1990, p. 639–651 (DOI 10.1090/s0894-0347-1990-1046181-2 )
- Sylvain Cappell, Jacob E. Goodman, János Pach, Richard Pollack, Micha Sharir et Rephael Wenger, « Common tangents and common transversals », Advances in Mathematics, vol. 106, no 2,‎ 1994, p. 198–215 (DOI 10.1006/aima.1994.1056 ).
- (en) Jacob E. Goodman, János Pach et Richard Pollack, Surveys on Discrete and Computational Geometry: Twenty Years Later, vol. 453, American Mathematical Society, coll. « Contemporary Mathematics », 2008.